# Головинский мост
Голови́нский мост — автодорожный железобетонный рамный мост через Чёрную речку в Приморском районе Санкт-Петербурга.

## Расположение
Расположен в месте впадения Чёрной речки в Большую Невку. Соединяет Выборгскую набережную с Ушаковской набережной.
Выше по течению находится Сердобольский мост.
Ближайшая станция метрополитена (1,2 км) — «Чёрная речка».

## Название
Название известно с 1836 года и дано по усадьбе Головиных, располагавшейся рядом. От усадьбы сохранилось угловое здание: Выборгская набережная дом № 1 — дача Головина. 

## История
Мост через Чёрную речку на этом месте отмечен на плане Санкт-Петербурга 1804 года. В 1817 году был построен деревянный мост. В 1875 году он был перестроен в однопролётный с деревянным арочным пролётным строением, состоящим из 7 деревянных арок, и каменными, облицованными гранитом устоями на свайных ростверках. В 1906 году произведён капитальный ремонт моста. Технический надзор строительных работ осуществлял архитектор Д. П. Рябов. В 1944 году движение по мосту было закрыто из-за полного сгнивания и разрушения деревянного пролётного строения моста.
В 1948 году трестом «Ленмостострой» проведена реконструкция моста по проекту инженера П. В. Андреевского. В ходе работ деревянные арки моста были заменены стальными балками с криволинейным очертанием нижнего пояса и железобетонной плитой проезжей части. Ремонт старых устоев произведён с помощью нагнетания цементного молока в тело и основание устоев через системы шурфов. На мосту была установлена чугунная решетка художественного литья, а на устоях — гранитные парапеты. Длина моста составляла 41,3 м, ширина — 9,5 м. 
В 1976—1977 годах в связи с созданием скоростной транспортной магистрали по Ушаковской и Выборгской набережным мост был перестроен по проекту инженеров института «Ленгипроинжпроект» Б. Э. Дворкина, А. Д. Гутцайта и архитектора В. М. Иванова. Работы выполнило СУ-2 треста «Ленмостострой» под руководством главного инженера О. А. Розова и производителя работ В. В. Белова. Старые пролётные строения моста, сохранившиеся в удовлетворительном состоянии, рационально использовались при реконструкции Сутугина моста в 1979 году.

## Конструкция
Мост однопролётный железобетонный, рамной конструкции. По статической схеме представляет собой трёхшарнирную раму. Ригель рамы выполнен из сборных железобетонных элементов переменной высоты, омоноличенных с «ногами» рамы. Устои массивные железобетонные на свайном основании, облицованы гранитом. Общая длина моста составляет 28 м, ширина моста — 27,8 м.
Мост предназначен для движения автотранспорта и пешеходов. Проезжая часть моста включает в себя 6 полос для движения автотранспорта (по 3 в каждом направлении). Покрытие проезжей части и тротуаров — асфальтобетон. Перильное ограждение чугунное, однотипное с решёткой набережной Большой Невки, завершается на устоях гранитным парапетом. При въездах на мост установлены четыре восьмигранных гранитных обелиска, увенчанные позолоченными трезубцами Нептуна. На каждом обелиске закреплено по два восьмигранных фонаря.